# Uscana setifera
Uscana setifera är en stekelart som beskrevs av Lin 1994. Uscana setifera ingår i släktet Uscana och familjen hårstrimsteklar. Inga underarter finns listade i Catalogue of Life.